# توشيكو تامورا
توشيكو تامورا (باليابانية: 田村俊子) (25 أبريل 1884، طوكيو في اليابان - 16 أبريل 1945، شانغهاي في الصين)؛ كاتِبة وروائية يابانية.